# Antanas Sučila
 Antanas Sučila (* 20. Februar 1917 in Dikoniai, Wolost Pušalotas (jetzt Rajongemeinde Panevėžys), Bezirk Panevėžys; † 11. Juni oder 12. Juni 2017 in Vilnius) war ein litauischer Chirurg und Professor.

## Leben
Antanas Sučila hatte den Bruder Jurgis und die Schwestern Anelė und Ona.
Nach der Grundschule und Männergymnasium Panevėžys studierte Antanas Sučila ab Herbst 1936 an der Vytauto Didžiojo universitetas in Kaunas. 1939 leistete er den Wehrdienst und absolvierte danach das Studium der Medizin. 1943 arbeitete in der Baisogala und ab 1944 am Krankenhaus Panevėžys. Ab 1945 war er als Chirurg über 50 Jahre im Krankenhaus Rotes Kreuz in Vilnius.
Ab 1946 lehrte Sučila an der Vilniaus universitetas (VU).
1964 promovierte er (zum Thema „Porezekcinių bronchinių fistulių priežastys ir profilaktika“) und 1973 habilitierte er sich (Thema „Eksperimentiniai ir klinikiniai plaučių rezekcijos minėjimai“). Ab 1967 lehrte er als Dozent und ab 1976 als Professor. An der VU arbeitete er 48 Jahre.
Sein Grab befindet sich im Friedhof Antakalnis.

## Ehrung
- Verdienter Arzt von Sowjetlitauen
- Orden des litauischen Großfürsten Gediminas